# St. John Ervine

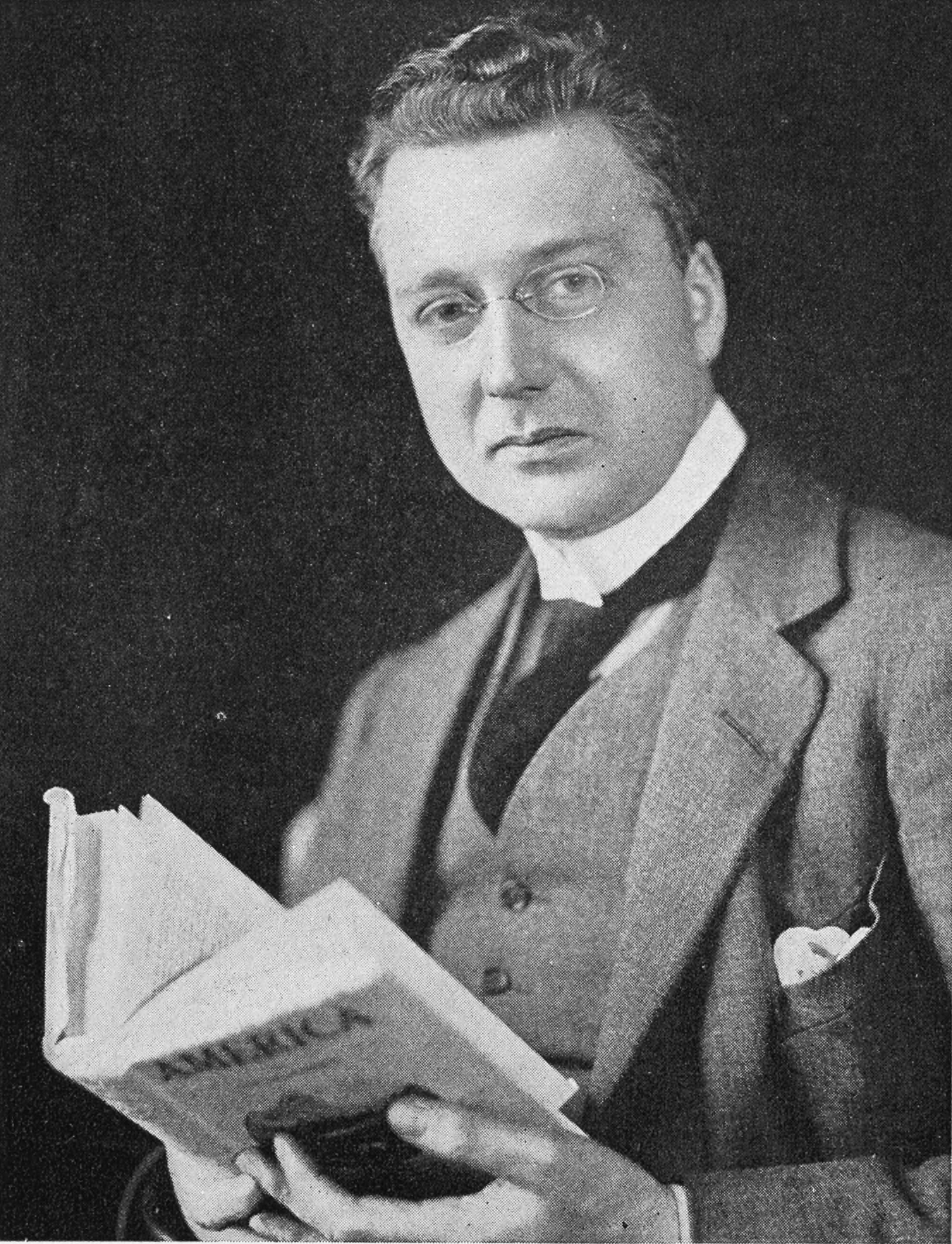
St. John Ervine 1920

St. John Greer Ervine (* 28. Dezember 1883 in Belfast; † 24. Januar 1971 in London oder Seaton) war ein britisch-irischer Dramatiker und Schriftsteller.

## Leben
Ervine wanderte 1900 nach London aus, wo er Dramen und Romane verfasste. Zwischen 1915 und 1916 war er Leiter des Abbey Theatre in Dublin, an dem auch seine ersten Bühnenwerke Mixed Marriage (1911), Jane Clegg (1914), Four Irish Plays (1914)  und John Ferguson (1915) uraufgeführt wurden. Nach diesen anfänglichen bedeutenderen Werken aus der bürgerlichen Welt Irlands verfasste er später unproblematischere Gesellschaftsstücke wie Friends and relations (1947) und Private Enterprise (1948).
Während des Ersten Weltkrieges leistete er seinen Militärdienst bei den Royal Dublin Fusiliers und verlor bei Kampfhandlungen ein Bein. Nach dem Krieg begann er eine Laufbahn als Theaterkritiker bei Tageszeitungen wie The Observer und Morning Post.
Daneben setzte er seine schriftstellerische Laufbahn fort und verfasste nicht nur eine Autobiografie mit dem Titel Some Impressions of My Elders (1922), sondern auch die erfolgreichen Theaterstücke Anthony and Anna (1926) und The First Mrs Fraser (1929). Außerdem arbeitete er 1932 auch als Theaterkritiker bei der British Broadcasting Corporation (BBC).
1933 nahm er den Ruf auf eine Professur für dramatische Literatur an der Universität Dublin an. Neben dem 1937 entstandenen Drama Robert’s Wife verfasste er sieben Romane wie Changing Winds (1917) und The Foolish Lovers (1920) und zahlreiche Biografien wie die über Charles Stewart Parnell (1928), wobei die Biografie über George Bernard Shaw mit dem Titel George Bernard Shaw – His Life, Work And Friends 1956 mit dem James Tait Black Memorial Prize ausgezeichnet wurde.